# Suurijärvi (sjö i Finland, Södra Savolax)
Suurijärvi är en sjö i Finland. Den ligger i kommunen Nyslott i landskapet Södra Savolax, i den sydöstra delen av landet, 280 km nordost om huvudstaden Helsingfors. Suurijärvi ligger 79,3 meter över havet. Arean är 7,99 kvadratkilometer och strandlinjen är 51,21 kilometer lång. Sjön  ingår i Vuoksens huvudavrinningsområde.   I omgivningarna runt Suurijärvi växer i huvudsak blandskog.
I övrigt finns följande i Suurijärvi:
- Hoikansaari (en ö)
- Palosaari (en ö)
- Möttössaari (en ö)
- Tikkasaari (en ö)
- Pieni Kontiosaari (en ö)
- Liisasaari (en ö)
- Tetriluodot (en ö)
- Halmesaari (en ö)
- Vesisaari (en ö)
- Aittosaari (en ö)
- Tallisaari (en ö)
- Vasikkaluoto (en ö)